# Robert de Gretham
Robert de Gretham fue un poeta anglo-normando de mediados del siglo XIII.
Robert de Gretham, que era clérigo, compuso hacia 1250 un Miroir (espejo) dedicado a une dama llamada Aline, un tratado de teología en verso en el que se encontraba la traducción de los evangelios destinados a ser leídos cada domingo del año y a los que se incorporaban una serie de relatos de milagros y otras historias edificantes, lo que indica que se trataba de un hombre letrado, juicioso y buen versificador. Es también autor de un poema del mismo tipo titulado Corset.

Ici finent les domenees
Brevement espuns e endites
Ore prie tuz ke les vient e dient
K’il pu Robert de Gretham prient.

## Obra
- Miroir, ou Les évangiles des domnées, Ed. Saverio Panunzio, Bari, Adriatica, 1967[3][4][5]

## Nota
1. ↑  William W. Kibler (January 1995). Medieval France: An Encyclopedia. Psychology Press. p. 1519. ISBN 978-0-8240-4444-2.
2. ↑  Aquí terminan los domingos
Brevemente explicados
Ahora ruego a todos los que los leyeron y dijeron
Que por Robert de Gretham rueguen.
3. ↑  Robert Earl Kaske; Arthur Groos; Michael W. Twomey (1 de enero de 1988). Medieval Christian Literary Imagery: A Guide to Interpretation. University of Toronto Press. p. 83. ISBN 978-0-8020-6663-3.
4. ↑  Catalogue of Pepys Library at Magdalene College, Cambridge. Vol. 5. Manuscripts : Pt. 1. Medieval. Brewer. 1992. p. 86. ISBN 978-0-85991-341-6.
5. ↑  Gordon Hall Gerould (1916). Saints' Legends. Houghton Mifflin Company. pp. 167–168.

- Datos: Q3436655